# Michiyo Fukaya
Michiyo Fukaya (née le 25 avril 1953 et morte le 9 juillet 1987), aussi connue sous le nom de Michiyo Cornell, est une poétesse et militante féministe américaine. Par ses travaux, elle a joué un rôle important dans les communautés lesbiennes et asio-américaines.

## Biographie
Michiyo Fukaya naît au Japon, sa mère est japonaise et son père est un soldat américain ; ils la nomment Margaret Cornell. La famille quitte le Japon en 1956 pour s’établir aux États-Unis, et la mère de Michiyo Fukaya meurt d’un cancer alors que celle-ci est âgée de seulement quatre ans. Elle est ensuite confrontée à la violence de son père, alcoolique, et de sa belle-mère.
Elle change plusieurs fois de nom d’usage, au cours de réflexions sur son identité : de Margaret Noshiko Cornell, elle utilise ensuite Michiyo Cornell, puis Michiyo Fukaya, reprenant ainsi le nom de sa mère.
Fukaya étudie à l’Université du Massachusetts et y obtient un Bachelor of Arts en littérature anglaise en 1975.

### Militantisme
En 1979, elle fonde le premier réseau LGBT de la communauté asio-américaine. Cette même année se tient la première Conférence nationale des lesbiennes et des gays du tiers-monde, organisée par la National Coalition of Black Lesbians and Gays à Washington ; Michiyo Fukaya y participe aux côtés d’autres personnalités comme Audre Lorde et prononce devant le Washington Monument un discours inspiré de son expérience, Living in Asian America: An Asian American Lesbian's Address Before the Washington Monument. Elle y aborde le contexte des luttes antiracistes et le racisme subsistant dans les communautés LGBT. En établissant un parallèle entre l’oppression des hommes et des femmes dans les pays du tiers monde et l’oppression subie par les Américains d’origine asiatique lesbiennes et gays, elle postule que ces deux phénomènes découlent du racisme blanc. Le discours a été enregistré et reste disponible dans les archives de Pacifica Radio,.
En 1983, Fukaya participe à l’organisation de la première Marche des fiertés dans le Vermont.
Fukaya a attiré l’attention sur le racisme au sein du mouvement lesbien et gay ainsi que sur l’hétérosexisme au sein de la communauté américaine d’origine asiatique en pleine croissance, déjà confrontée à de nombreux stéréotypes.
Elle publie dans plusieurs publications comme Commonwoman (journal féministe et lesbien dans le Vermont) et Azalea: A Magazine by Third World Lesbians (en). Fukaya publie surtout des poèmes et des lettres, abordant des sujets comme le viol et les violences sexuelles, le harcèlement… ; elle prononce aussi des discours lors de manifestations. 

### Fin de vie et décès
Elle déménage à Burlington à la fin des années 1970, avec sa fille Mayumi dont elle s’occupe seule. Elle vit dans la pauvreté, avec pour revenus de maigres salaires de travaux peu qualifiés ainsi que des allocations.
Michiyo souffre de dépression pendant une grande partie de sa vie et a du mal à vivre en tant que lesbienne américano-asiatique et mère célibataire dans le Vermont. À plusieurs reprises, sa fille est prise en charge par la communauté lesbienne locale. Elle est aussi diagnostiquée de schizophrénie.
Elle meurt par suicide d'une balle dans la tête le 9 juillet 1987, à seulement 34 ans.

## Postérité
Ses œuvres sont étudiées sous un prisme intersectionnel impliquant des réflexions sur le féminisme, le lesbianisme, et la place des femmes d’origine asiatique aux États-Unis.

## Œuvres

### Poésie
- (en) Michiyo Fukaya, Lesbian Lyrics, 1981
- (en) Michiyo Fukaya et Gwendolyn Shervington (édition), A Fire Is Burning, It Is in Me: The Life and Writings of Michiyo Fukaya, Norwich, New Victoria Publishers, 1996 (à titre posthume)

### Articles
- (en) Michiyo Fukaya, « Living in Asian America: An Asian American Lesbian's Address Before the Washington Monument », Gay Insurgent: A Gay Left Journal, vol. 6,‎ 1980
- (en) Michiyo Fukaya, « The Bath Story », Queerly Classed: Gay Men & Lesbians Write About Class,‎ 1997, p. 79-81